# Championnat du Ghana de football 2017
Navigation
Saison précédente Saison suivante
La saison 2017 du Championnat du Ghana de football est la cinquante-septième édition de la première division au Ghana, la Premier League. Elle regroupe, sous forme d'une poule unique, les seize meilleures équipes du pays qui se rencontrent deux fois, à domicile et à l'extérieur. En fin de saison, les trois derniers du classement sont relégués et remplacés par les trois meilleures formations de deuxième division.
C'est le club d'Aduana Stars qui remporte la compétition cette saison après avoir terminé en tête du classement final, avec six points d'avance sur West Africa Football Academy et neuf sur Hearts of Oak SC. C'est le second titre de champion du Ghana de l'histoire du club après celui remporté en 2010.

## Les clubs participants
- Hearts of Oak SC
- Asante Kotoko SC
- Ashanti Gold SC
- Elmina Sharks FC - Promu de D2
- Bechem United
- Tema Youth - Promu de D2
- International Allies FC
- Berekum Chelsea
- Wa All Stars Football Club
- Medeama Sporting Club
- Ebusua Dwarfs
- West Africa Football Academy
- Bolga All Stars FC - Promu de D2
- Aduana Stars
- Liberty Professionals
- Great Olympics - Promu de D2

## Compétition
Le barème de points servant à établir les classements se décompose ainsi :
- Victoire : 3 points
- Match nul : 1 point
- Défaite : 0 point

### Classement
| Rang | Équipe                       | Pts | J  | G  | N  | P  | Bp | Bc | Diff |
| ---- | ---------------------------- | --- | -- | -- | -- | -- | -- | -- | ---- |
| 1    | Aduana Stars                 | 57  | 30 | 16 | 9  | 5  | 45 | 25 | +20  |
| 2    | West Africa Football Academy | 51  | 30 | 15 | 6  | 9  | 40 | 19 | +21  |
| 3    | Hearts of Oak SC             | 48  | 30 | 13 | 9  | 8  | 42 | 33 | +9   |
| 4    | Ebusua Dwarfs                | 44  | 30 | 12 | 8  | 10 | 39 | 33 | +6   |
| 5    | Asante Kotoko SCC            | 43  | 30 | 11 | 10 | 9  | 23 | 22 | +1   |
| 6    | Wa All Stars Football ClubT  | 42  | 30 | 11 | 9  | 10 | 36 | 32 | +4   |
| 7    | Elmina Sharks FCP            | 42  | 30 | 12 | 6  | 12 | 29 | 29 | 0    |
| 8    | Berekum Chelsea              | 42  | 30 | 12 | 6  | 12 | 37 | 35 | +2   |
| 9    | Medeama Sporting Club        | 42  | 30 | 11 | 9  | 10 | 35 | 32 | +3   |
| 10   | Bechem United                | 41  | 30 | 12 | 5  | 13 | 30 | 31 | -1   |
| 11   | Liberty Professionals        | 41  | 30 | 11 | 8  | 11 | 34 | 34 | 0    |
| 12   | Ashanti Gold SC              | 41  | 30 | 12 | 5  | 13 | 38 | 36 | +2   |
| 13   | International Allies FC      | 40  | 30 | 10 | 10 | 10 | 24 | 26 | -2   |
| 14   | Tema YouthP                  | 37  | 30 | 10 | 7  | 13 | 30 | 33 | -3   |
| 15   | Great OlympicsP              | 36  | 30 | 9  | 9  | 12 | 27 | 32 | -5   |
| 16   | Bolga All Stars FCP          | 12  | 30 | 2  | 6  | 22 | 21 | 78 | -57  |

|  | Qualification pour la Ligue des champions de la CAF 2018                         |
|  | Qualification pour la Coupe de la confédération 2018                             |
|  | Relégation directe en Division One                                               |
|  | T : Tenant du titre C : Vainqueur de la Coupe du Ghana P : Promu de Division One |

## Bilan de la saison
| Championnat du Ghana de football 2017 |                         |
| Champion                              | Aduana Stars (2e titre) |
| Coupes et trophées                    |                         |
| Vainqueur de la Coupe du Ghana 2017   | Asante Kotoko SC        |
| Qualifications continentales          |                         |
| Ligue des champions de la CAF 2018    | Aduana Stars            |
| Coupe de la confédération 2018        | Asante Kotoko SC        |
| Promotions et relégations             |                         |
| Promus en Premier League              | Dreams FC               |
| Promus en Premier League              | Techiman City FC        |
| Promus en Premier League              | Karela Football Club    |
| Relégués en Division One              | Tema Youth              |
| Relégués en Division One              | Bolga All Stars FC      |
| Relégués en Division One              | Great Olympics          |